# 米洛什·克拉西奇
米洛什·克拉西奇（1984年11月1日—），是一名塞尔维亚足球运动员，司职攻击型中场或边锋，目前效力于土超球會費倫巴治。

## 俱乐部生涯
克拉西奇在家乡低级别联赛球队科索夫斯卡米特罗维查开始足球生涯，并在1999年加盟南斯拉夫精英联赛球队伏伊伏丁那。他的水平得到迅速提升并在后期担任球队的队长。
2004年1月，他加盟俄罗斯超级联赛俱乐部莫斯科中央陆军，并帮助中央陆军队获得当赛季联盟杯的冠军。此后他又跟随球队获得两次联赛冠军(2005、2006)，四次俄罗斯杯冠军(2005、2006、2008、2009)和三次俄罗斯超级杯冠军(2006、2007、2009)。克拉西奇的表现引起不少欧洲豪门的注意，意甲的AC米兰、国际米兰，西甲的皇家马德里，英超的利物浦、曼联、阿仙奴、車路士、曼城和德甲的拜仁慕尼黑等球队都有意将他买入
2010年8月21日祖雲達斯宣佈成功羅致卡拉錫，轉會金額高達1,500萬歐羅，分三期繳納。
2012年卡拉錫加盟費倫巴治。

## 国家队生涯
克拉西奇曾经代表塞黑U21国家队参加两届欧洲U21足球锦标赛。在2004年夏季奥林匹克运动会足球比赛中他也是塞黑国奥队的主力球员。
2006年，克拉西奇开始代表塞尔维亚国家队参加比赛。